# Petrobia pseudotetranychina
Petrobia pseudotetranychina är en spindeldjursart som beskrevs av Auger och Flechtmann 2009. Petrobia pseudotetranychina ingår i släktet Petrobia och familjen Tetranychidae. Inga underarter finns listade i Catalogue of Life.